# Claas Triebel
Claas Triebel (* 1974 in München) ist ein deutscher Autor, Psychologe, Unternehmer,  Hochschullehrer und Musiker.

## Leben
Claas Triebel legte im Jahr 1994 sein Abitur am Karlsgymnasium München-Pasing ab, studierte Psychologie an der Universität München und promovierte 2009 an der Universität der Bundeswehr München über kompetenzorientierte Laufbahnberatung. Die von ihm entwickelte Kompetenzenbilanz wurde in einer Studie der Stiftung Warentest als bestes Verfahren zur Karriereberatung bewertet. Von 2013 bis 2017 und seit 2021 war er Professor für Wirtschaftspsychologie an der privaten Hochschule für angewandtes Management – Fachhochschule.
Claas Triebel hat Fachbücher, populäre Sachbücher und Romane veröffentlicht. Er ist Gründer der Performplus GmbH, ein Coaching-Unternehmen, der Skimio GmbH, ein Unternehmen, das digitale Tools für die Personalentwicklung in Unternehmen entwickelte, und der Growth Academy, zur Ausbildung von Startup-Coaches.
Triebel arbeitete auch als Arrangeur auf der CD Wie Pech und Schwefel der Band Schandmaul. Er tritt außerdem als Singer-Songwriter auf und kombiniert hierbei seine fachliche Expertise zu Coaching und Kompetenzfeststellung mit seinen selbst geschriebenen Songs. Er gibt auch Konzerte, Solo und mit Band. 2023 erschien sein Soloalbum Mein Haus beim Münchner Label Smart & Nett. Im Münchner Theater im Fraunhofer veranstaltet er die monatliche Reihe „Dr. Triebels Musikalische Gruppentherapie“ mit wechselnden Gästen und Themen. 
Claas Triebel lebt in Gräfelfing bei München.

## Schriften
Fachbücher
- Kompetenzorientierte Laufbahnberatung, Springer, Heidelberg 2005 (mit Thomas Lang-von Wins), ISBN 978-3-540-23716-7
- Potenzialbeurteilung, Springer, Berlin/Heidelberg 2008 (mit Thomas Lang-von Wins, Ursula Buchner und Andrea Sandor), ISBN 978-3-540-23717-4
- Kompetenzbilanzierung als psychologische Intervention (Dissertation), Südwestdeutscher Verlag für Hochschulschriften, 2009, ISBN 978-3-8381-1391-3
- Karriereberatung. Coachingmethoden für eine kompetenzorientierte Laufbahnberatung, Springer, Berlin/Heidelberg 2011, ISBN 978-3-642-20065-6
- Qualität im Coaching. Denkanstöße und neue Ansätze. Wie Coaching mehr Wirkung und Klientenzufriedenheit bringt, Springer, Heidelberg 2016 (mit Jutta Heller, Bernhard Hauser und Axel Koch), ISBN 978-3-662-49057-0
- Digitale Medien im Coaching. Grundlagen und Praxiswissen zu Coaching-Plattformen und digitalen Coaching-Formaten, Springer, Heidelberg 2018 (mit Jutta Heller, Bernhard Hauser und Axel Koch), ISBN 978-3-662-54268-2
- Wer bin ich? Was kann ich? Was will ich?, Klett-Cotta, 2022, ISBN 978-3-608-89279-6

Sachbücher
- Der Prinz, der Pilot und Antoine de Saint-Exupéry, Herbig, München 2008 (mit Lino von Gartzen), ISBN 978-3-7766-2569-1
- KomBI-Laufbahnberatung: kompetenzorientiert, biografisch, interkulturell - ein Arbeitsbuch, Augsburg 2011, (mit Hans G. Bauer), https://d-nb.info/101338086X
- Mobil, flexibel, immer erreichbar – wenn Freiheit zum Albtraum wird, Artemis & Winkler, Mannheim 2010, ISBN 978-3-538-07286-2
- Ein bisschen Wahnsinn – Wirklich alles zum Eurovision Song Contest, Antje Kunstmann, München 2011 (mit Clemens Dreyer und Urban Lübbeke), ISBN 978-3-88897-715-2
- Die Kunst des kooperativen Handelns – Eine Agenda für die Welt von Morgen, Orell Füssli, Zürich 2012 (mit Tobias Hürter), ISBN 978-3-280-05470-3
- Das bin ich. Das kann ich. Das will ich. Meine Kompetenzen erkennen mit dem Biografie-Workbook. Klett-Cotta, 2023, ISBN 978-3-608-86084-9

Romane
- Der Übergang, Roman, Agnostin, Gauting 2009, ISBN 978-3-939835-05-9
- Eigentlich erhängt, Kriminalroman, Langen-Müller, München 2014, ISBN 978-3-7844-3361-5

## Belege
1. ↑  Die Kompetenzenbilanz schneidet bei Stiftung Warentest als bestes Verfahren ab! In: kompetenzenbilanz.de. Abgerufen am 9. Februar 2022.
2. ↑  Die Story von Performplus. In: performplus.de. Abgerufen am 9. Februar 2022.
3. ↑  Growth Academy: Die Founder. In: growth-academy.de. Abgerufen am 9. Februar 2022.
4. ↑  Album “Mein Haus”. In: claastriebel.com. Abgerufen am 29. November 2023.

| Personendaten    | Personendaten                                  |
| ---------------- | ---------------------------------------------- |
| NAME             | Triebel, Claas                                 |
| KURZBESCHREIBUNG | deutscher Autor Psychologe und Hochschullehrer |
| GEBURTSDATUM     | 1974                                           |
| GEBURTSORT       | München                                        |